# Gao Hongbo
Pour les articles homonymes, voir Gao.
Dans ce nom chinois, le nom de famille, Gao, précède le nom personnel.
Gao Hongbo (mandarin : 高洪波, pinyin : Gāo Hóngbō) (né le 25 janvier 1966 à Pékin en République populaire de Chine) est un ancien joueur et désormais entraîneur de football chinois.

## Palmarès

### Joueur
Tiong Bahru CSC
- Coupe de Singapour : 1994

 Beijing Guoan
- Coupe de Chine : 1996

### Entraîneur
Xiamen Lanshi
- Championnat de Chine D2 : 2005

 Changchun Yatai
- Championnat de Chine : 2007

 Chine
- Coupe d'Asie de l'Est : 2010